# Bongó-zsomboly
A Bongó-zsomboly Magyarország fokozottan védett barlangjai közül az egyik. A Balaton-felvidéki Nemzeti Parkban található. Magyarország kréta mészkőben keletkezett legnagyobb kiterjedésű barlangja a Bongó-zsomboly.

## Leírás
A Tési-fennsík Ny-i felén, a Zsidó-hegy DK-i oldalában, Bakonynána szélén, a Kánkúti-erdőben található három kútgyűrűvel kiépített és vasráccsal lezárt bejárata. Kb. 5 m mély víznyelő alján nyílik. A barlangbejárat előtt részletes, kétnyelvű információs tábla van. Bejárati része beton falazattal van stabilizálva.
Albai kréta mészkőben alakult ki az időszakos víznyelőbarlang. A zsombolyra függőleges járatok jellemzők. 7 párhuzamos aknából áll, amelyek közül a Bongó-akna 20 m mély és 2–3 m átmérőjű, a Rekviéniás-akna 35 m függőleges kiterjedésű, 3×5 m-es szelvényű és ellipszis átmérőjű. A barlangban cseppkőképződmények, csipkés oldásformák és sok fosszília, például kagylókövületek találhatók. A Rekviéniás-aknában mangánfészkek, kalcitkristályok és vas-oxid rózsák láthatók. A barlang felső része orbitolinás, középső része mikrofaunás és alsó része rekviéniás mészkőben jött létre.
Morfológiai értékei közül említést érdemelnek az 1 m hosszan követhető, mm vékonyságú áthatási élek, a durva zátonymészkőben kivájt csészék és lyukak. Feltárásának idején emberen is élősködő bőrgombákat mutattak ki belőle. Legmélyebb pontján kis felületű szifontó van, amely megakadályozza további járatok megismerését. A szifontóban eltűnő vizek a Vadalmás-forrásban kerülnek újra felszínre. Lejárati aknájába vaslétrát építettek be, hogy könnyebb legyen a közlekedés benne. A Balaton-felvidéki Nemzeti Park Igazgatóság engedélyével és kötéltechnikai eszközök használatával lehet megtekinteni.
Előfordul a barlang az irodalmában I-110. (Eszterhás 1984), I-110-es viznyelő barlangja (Eszterhás 1984) és I.-110-es víznyelő barlangja (Szolga 2003) neveken is. Különleges akusztikai jelenségei miatt kapta a Bongó-akna, majd később a Bongó-zsomboly a nevét.

## Kutatástörténet
A barlangot 1982 augusztusában tárta fel az Alba Regia Barlangkutató Csoport az I-110. víznyelő kibontásával. 1982. augusztus 19-én a csoport tagjai felmérték a barlangot, majd Gyebnár János 1982. szeptember 22-én, a felmérés alapján megszerkesztette a barlang 2 hosszmetszet térképét és keresztmetszet térképét. A felmérés szerint a barlang 133 m hosszú és 37,2 m mély. 1983-ban próbálták meg feltárni a végponti szifontó után a barlang folytatását, de ez nem sikerült. 1983-ban és 1984-ben Kordos László a zsombolyból kikerült holocén csontokat határozott meg.
Az 1984-ben megjelent, Lista a Bakony barlangjairól című összeállítás szerint a Keleti-Bakonyban, a 4422-es barlangkataszteri területen, Bakonynánán elhelyezkedő Bongó-zsomboly további nevei I-110. és I-110-es viznyelő barlangja. A karsztos barlang 150 m hosszú és 38 m mély. Az 1984-ben kiadott, Magyarország barlangjai című könyvben nincs említve, az országos barlanglistában sem. 1985-ben a barlang Gyebnár János által rajzolt egyik hosszmetszet térképét és Knauer József megállapításait felhasználva, Eszterhás István megszerkesztette a zsomboly kőzetfeltárásának hosszmetszet rajzát. 1985-ben Gellai Mária a barlangban begyűjtött 9 mintából készült vékonycsiszolatok szövetszerkezeti és paleofaunisztikai vizsgálatát végezte el.
1986-ban fluoreszcein alkalmazásával mutatták ki, hogy a Végponti-szifon a Vadalmás-forrással van hidrológiai kapcsolatban. Az 1986. évi Karszt és Barlangban megjelent bibliográfia regionális bibliográfia részében szerepel a barlang Bongó-zsomboly néven. Az összeállítás szerint a Karszt és Barlangban publikált írások közül 1 foglalkozik a barlanggal.
1987-ben lett lezárva a zsomboly bejárata életvédelmi és természetvédelmi okokból. Ebben az évben február 14-én Rockenbauer Pál és a Magyar Televízió stábja filmet készített a zsombolyról. A bemutató február 27-én volt a Magyar Televízió Természetbarát című műsorában. 1988. október 1-től a környezetvédelmi és vízgazdálkodási miniszter 7/1988. (X. 1.) KVM rendeletének (6. §. 2. pont, illetve 5. sz. melléklet) értelmében a Bakony hegységben lévő Bongó-zsomboly fokozottan védett barlang. Fokozottan védett barlang azért lett, mert hazánkban ez a barlang a legnagyobb kiterjedésű kréta mészkőben kialakult barlang és üregeinek falán jól tanulmányozhatók a rétegsor ősmaradványai, karsztosodási előrehaladottsága és szerkezeti sajátosságai. Az 1988. évi Karszt és Barlangban közölve lett, hogy a Bakony hegységben elhelyezkedő Bongó-zsomboly bekerült Magyarország fokozottan védett barlangjai közé. Magyarországon a Bongó-zsombollyal együtt 108 barlang van fokozottan védve. Az 1989. december 3-án kitöltött barlangkataszteri törzslapon 170 m hosszúnak, amelyből 29 m kiépített hosszúság, 37 m mélynek és 20 m vízszintes kiterjedésűnek van leírva.
1990-ben az Alba Regia Barlangkutató Csoportnak volt kutatási engedélye a barlang kutatásához. 1998. május 14-től a környezetvédelmi és területfejlesztési miniszter 13/1998. (V. 6.) KTM rendelete szerint a Balaton-felvidéki Nemzeti Park Igazgatóság illetékességi területén, a Bakony hegységben található Bongó-zsomboly az igazgatóság engedélyével látogatható. 2001. május 17-től a környezetvédelmi miniszter 13/2001. (V. 9.) KöM rendeletének értelmében a Bakony hegység területén lévő Bongó-zsomboly fokozottan védett barlang. Egyidejűleg a fokozottan védett barlangok körének megállapításáról szóló 1/1982. (III. 15.) OKTH rendelkezés hatályát veszti.
A 2003-ban megjelent, Magyarország fokozottan védett barlangjai című könyv szerint a Bongó-zsomboly 170 m hosszú, 38 m függőleges kiterjedésű és 20 m vízszintes kiterjedésű. 2005. szeptember 1-től a környezetvédelmi és vízügyi miniszter 22/2005. (VIII. 31.) KvVM rendelete szerint a Balaton-felvidéki Nemzeti Park Igazgatóság működési területén, a Bakony hegységben található Bongó-zsomboly a felügyelőség engedélyével látogatható. 2005. szeptember 1-től a környezetvédelmi és vízügyi miniszter 23/2005. (VIII. 31.) KvVM rendelete szerint a Bakony hegységben lévő Bongó-zsomboly fokozottan védett barlang.
A 2005-ben kiadott, Magyar hegyisport és turista enciklopédia című kiadványban önálló szócikke van a barlangnak. A könyv szerint a Bongó-zsomboly a Bakony hegységben található, fokozottan védett időszakos víznyelőbarlang. Bakonynána szélén, 445 m tszf. magasságban van a barlang bejárata. A függőleges barlang kréta mészkőben jött létre. A 7 párhuzamos akna 170 m hosszú és 38 m mély. Az Alba Regia Barlangkutató Csoport tagjai 1982-ben tárták fel. A továbbjutást a végponton lezárja egy kis felületű szifontó. Fluoreszceines vizsgálattal ki lett mutatva, hogy a szifontó vize a Gaja-patak mellett fakadó Vadalmás-forrásban bukkan elő. Látványos, csipkés oldásformák és a befoglaló kőzet kagylókövületei ékesítik a 3–5 m átmérőjű aknák falait. Engedéllyel és kötéltechnikai eszközök használatával tekinthető meg a lezárt barlang, mivel csak a lejárati aknában segíti vaslétra a közlekedést. Az Alba Regia Barlangkutató Csoportról szóló szócikkben meg van említve, hogy a csoport egyik legjelentősebb barlangfeltárása a Bongó-zsomboly feltárása.
2006-ban Gyebnár János, Szarka Gyula és Szolga Ferenc felmérték a barlangot. A felmérést Gyebnár János vezette. A felmérés szerint a barlang 136,7 m hosszú és 35,4 m függőleges kiterjedésű. 2007. március 8-tól a környezetvédelmi és vízügyi miniszter 3/2007. (I. 22.) KvVM rendelete szerint a Balatoni Nemzeti Park Igazgatóság működési területén lévő Bakony hegységben elhelyezkedő Bongó-zsomboly az igazgatóság engedélyével tekinthető meg. 2012-ben Gyebnár János, Szarka Gyula és Szolga Ferenc ismét felmérték a barlangot. A felmérés alapján, 2013-ban Gyebnár János megszerkesztette és megrajzolta a Bongó-zsomboly alaprajz térképét és vetített hosszmetszet térképét. A vetített hosszmetszet térképnek ekkor készült egy színes változata is. A barlang hossza a felmérés alapján 135,8 m, mélysége pedig 35 m.
2013. július 19-től a vidékfejlesztési miniszter 58/2013. (VII. 11.) VM rendelete szerint a Bongó-zsomboly (Bakony hegység, Balaton-felvidéki Nemzeti Park Igazgatóság működési területe) az igazgatóság hozzájárulásával látogatható. 2015. november 3-tól a földművelésügyi miniszter 66/2015. (X. 26.) FM rendelete szerint a Bongó-zsomboly (Bakony hegység) fokozottan védett barlang. 2021. május 10-től az agrárminiszter 17/2021. (IV. 9.) AM rendelete szerint a Bongó-zsomboly (Bakony hegység, Balaton-felvidéki Nemzeti Park Igazgatóság működési területe) az igazgatóság engedélyével látogatható. A 13/1998. (V. 6.) KTM rendelet egyidejűleg hatályát veszti.